# 中央后备警察部队
中央后备警察部队（英語：Central Reserve Police Force，缩写为CRPF），或译为中央预备警察部队，是印度最大的中央武装警察部队。它在印度内政部主持下运作。CRPF的主要作用是协助邦/联邦领土开展警察行动、维持法律和秩序、反叛乱。它于1939年7月27日以皇家代表警察的身份成立。印度独立后，在1949年12月28日《中央后备警察部队法》颁布后，它成为中央后备警察部队。
除了法律和秩序以及反叛乱职责，CRPF在印度大选中扮演着越来越重要的角色。在查谟－克什米尔邦、比哈尔邦和印度东北部地区尤其如此，这些地区动荡不安，经常发生暴力冲突。在1999年9月的议会选举期间，CRPF在安全安排方面发挥了重要作用。最近，联合国特派团也部署了CRPF的特遣队。
CRPF有239个营和各种其他机构，被认为是印度最大的准军事部队，核准兵力为313678人。

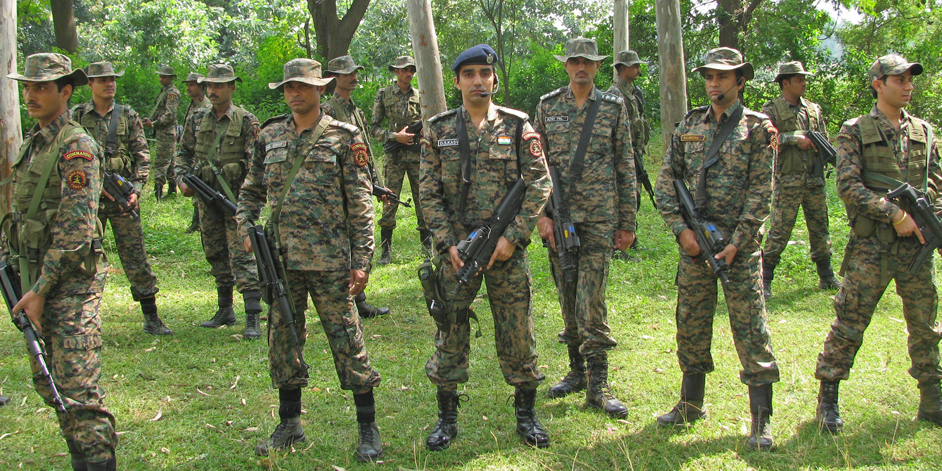
CRPF人员